# Kobilica (kitara)
Kobilica je del kitare, na katerem so vpete strune na trupu kitare. Preko kobilice se prenašajo vibracije strun na celoten trup kitare, ki zvok ojača in mu doda barvo. 